# Тёплое (Данковский район)
Тёплое — село Данковского района Липецкой области, административный центр Тепловского сельсовета.

## Географическое положение
Село расположено 21 км на запад от райцентра города Данков.

## История
В 1659 году данковский воевода Иван Хомяков официально дал «добро» служилым людям «нововерстанным» (то есть не так давно определенных в чин детей боярских) рейтарам Белгородского полка – Сергею Тимофеевичу Дехтереву «со товарищи» осесть на земле близ Теплинского Липяга «на Теплинских колодезях» (липяг – небольшая рощица в степи, колодезь – источник, родник).
Тёплое в качестве села с церковью Сретения Господня упоминается в окладных книгах 1676 года, где показано: «У тое церкви двор попов, двор дьячков, церковные земли двадцать четвертей, сенных покосов на десять копен; в приходе: шестьдесят дворов детей боярских, шестнадцать дворов бобыльских и всего семьдесят восемь дворов». Вместо обветшавшей Сретенской церкви, в 1752 г. построена была новая Сретенская же церковь с приделом Никольским, об освящении которой в сентябре того же года и просил иер. Никифор Иванов. В августе 1807 г. иер. Пётр Васильев с приходскими людьми преосв. Амвросия просили о дозволении им устроить, вместо ветхой, новую о трёх ярусах колокольню и исправить самую церковь. На устройство колокольни дано было разрешение; но починка церкви воспрещена на том основании, что «сия починка видится таковою же, как бы устроить и вновь всю церковь». Разрешение последовало на поправку церкви только после вторичной о том просьбе, поданной прихожанами и июле 1808 г. В 1853 г. деревянная Сретенская церковь сгорела, в следующем году начато строение каменной церкви о трёх престолах, из коих престол в приделе Никольском освящён был в 1859 г., а в настоящей – Сретенской в 1878 г.  
XIX — начале XX века село являлось центром Тепловской волости Данковского уезда Рязанской губернии. В 1906 году в селе было 440 дворов.
С 1928 года село являлось центром Тепловского сельсовета Данковского района Козловского округа Центрально-Чернозёмной области, с 1934 года — в составе Воскресенского района, с 1954 года — в составе Липецкой области, с 1963 года — вновь в составе Данковского района.

## Население
| 1859 | 1897  | 1906  | 2010 |
| ---- | ----- | ----- | ---- |
| 2078 | ↗2796 | ↗3345 | ↘716 |

## Инфраструктура
В селе имеются Тепловский филиал МБОУ средняя общеобразовательная школа с. Баловнево, фельдшерско-акушерский пункт, отделение почтовой связи.

## Достопримечательности
В селе расположена действующая Церковь Сретения Господня (1878).